# Cantone di Montigny-sur-Aube
Il Cantone di Montigny-sur-Aube era una divisione amministrativa dell'arrondissement di Montbard.
A seguito della riforma approvata con decreto del 18 febbraio 2014, che ha avuto attuazione dopo le elezioni dipartimentali del 2015, è stato soppresso.

## Composizione
Comprendeva i comuni di:
- Autricourt
- Belan-sur-Ource
- Bissey-la-Côte
- Boudreville
- Brion-sur-Ource
- La Chaume
- Courban
- Gevrolles
- Les Goulles
- Grancey-sur-Ource
- Lignerolles
- Louesme
- Montigny-sur-Aube
- Riel-les-Eaux
- Thoires
- Veuxhaulles-sur-Aube